# Fox Lake (Wisconsin)
Fox Lake es una ciudad ubicada en el condado de Dodge en el estado estadounidense de Wisconsin. En el Censo de 2010 tenía una población de 1.519 habitantes y una densidad poblacional de 363,6 personas por km².

## Geografía

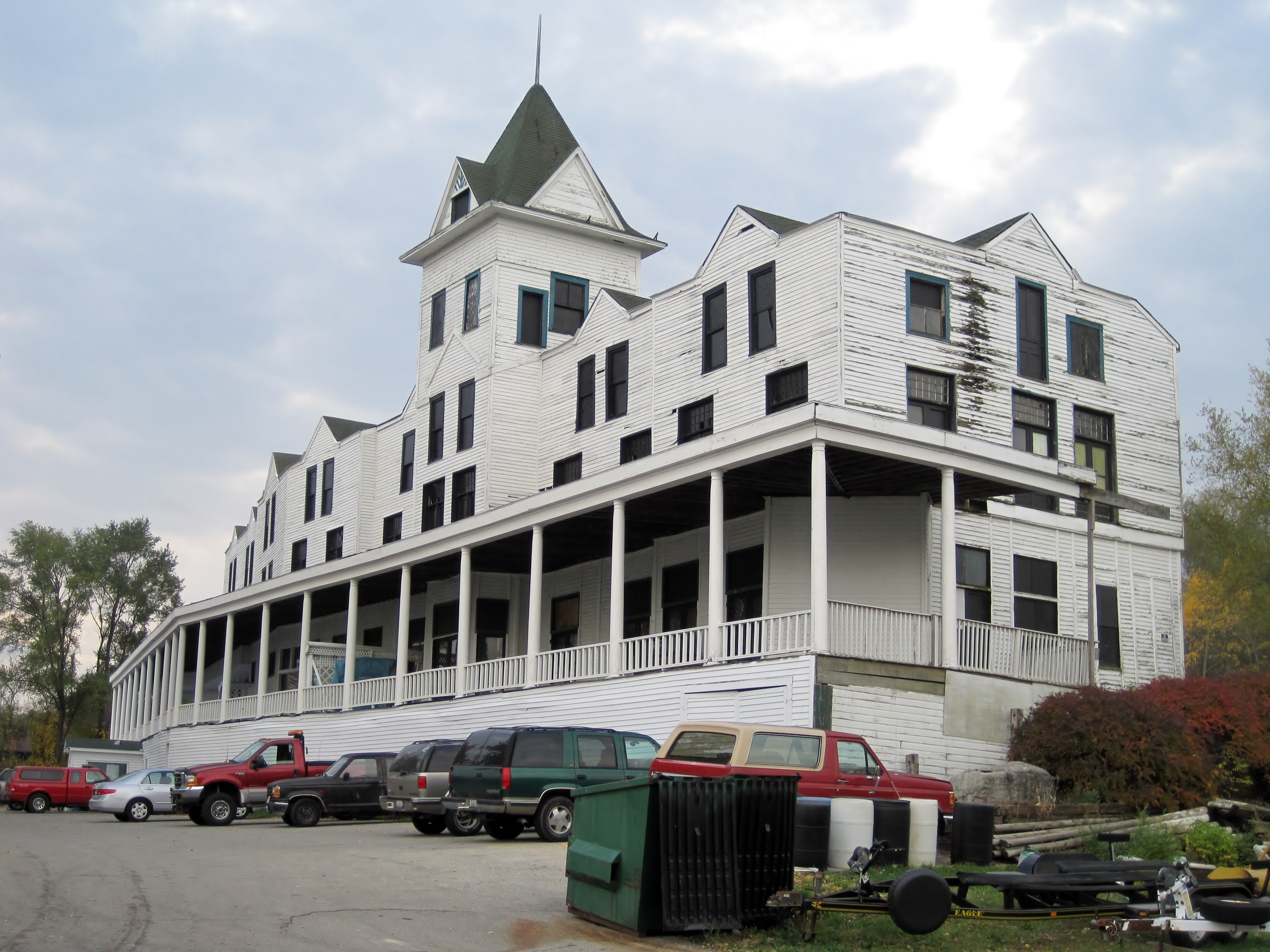

Fox Lake se encuentra ubicada en las coordenadas 43°33′39″N 88°54′49″O / 43.56083, -88.91361. Según la Oficina del Censo de los Estados Unidos, Fox Lake tiene una superficie total de 4.18 km², de la cual 4.04 km² corresponden a tierra firme y (3.22%) 0.13 km² es agua.

## Demografía
Según el censo de 2010, había 1.519 personas residiendo en Fox Lake. La densidad de población era de 363,6 hab./km². De los 1.519 habitantes, Fox Lake estaba compuesto por el 98.03% blancos, el 0.26% eran afroamericanos, el 0.26% eran amerindios, el 0.26% eran asiáticos, el 0% eran isleños del Pacífico, el 0.72% eran de otras razas y el 0.46% pertenecían a dos o más razas. Del total de la población el 2.37% eran hispanos o latinos de cualquier raza.